# Дзъбо
Дзъбо е град в провинция Шандун, Североизточен Китай. Дзъбо е с население от 2 760 000 жители, 99% от които са хански китайци. Населението на целия административен район, който включва и града, е 4 530 597 жители (2010 г.). Пощенският му код е 255100, а телефонния 533. От Дзъбо е древна игра наподобяваща футбола, първата такава в историята според ФИФА.

## Побратимени градове
- Братск (Русия)
- Велики Новгород (Русия)
- Ери (Пенсилвания) (САЩ)